# Notte di febbraio
Notte di febbraio è il secondo singolo estratto dall'album Nella stanza 26 del cantante Nek, in rotazione radiofonica dal 26 gennaio 2007. Il brano è scritto da Nek e Andrea Amati. Il videoclip ufficiale è reso disponibile da iTunes Store il 22 febbraio.

## Video
Il videoclip che accompagna il brano per la sua promozione è ambientato nel centro servizi del nuovo polo di Fiera Milano a Rho, progettato dall'architetto Massimiliano Fuksas. Nel video viene frequentemente cambiata la profondità di campo, mettendo a fuoco in alternanza il cantante con la sua band, un ragazzo e una ragazza.

## Tracce
Download digitale
1. Notte di febbraio – 4:10
2. Noche de febrero – 4:10 (versione spagnola)

## Formazione
- Nek - voce, cori, chitarra acustica, chitarra elettrica
- Paolo Costa - basso
- Alfredo Golino - batteria
- Massimo Varini - chitarra elettrica, cori
- Dado Parisini - organo Hammond
- Emiliano Fantuzzi - chitarra elettrica